# Hovi Star
Hovi Star (hebreo: חובי סטאר) es el nombre artístico de Hovav Sekulets, un cantante israelí que representó a Israel en el Festival de la Canción de Eurovisión 2016, celebrado en Estocolmo, Suecia.

## Carrera
Hovav Sekulets nació en Haifa. Su interés por la música le llevó a participar en audiciones para niños en Israel. Durante su servicio militar obliigatorio, Star fue miembro de la banda de la IDF durante tres años.
En 2009, Star fue seleccionado para participar en la séptima edición de Kokhav Nolad, versión local de Idols, donde finalizó en séptima posición.Tras su salida del concurso, lanzó diferentes senciillos como "Playing Dangerous" o "Boyfriend", antes de tomarse un año sabático fuera de su país. A su regreso a Israel, Star comienza una gira dentro y fuera de su país, envuelto en diferentes proyectos musicales como solista o como miembro de distintos grupos.. Es en esta época cuando se desarrolla su faceta de compositor, escribiendo temas para artistas del país como Liel Kolet ("Red Lines"), Or Bar ("Sorry", "Glass Doll", "One Hug Too Many"), Megior Biton ("Girls' Night") o Barak Tamam ("Live").
Star ha prestado su voz como actor de doblaje en diferentes filmes como Lego, Frozen Fever, El oso Paddington, La abeja Maya, Batman o Geronimo Stilton, entre otras.

## Festival de la Canción de Eurovision 2016
A finales de 2015, Star compitió en la nueva edición de HaHokhav HaBa La'Eirovizion, proceso de selección del abanderado de Israel en el Festival de Eurovision 2016, haciéndose con el triunfo en la gala final y obteniendo así el derecho de representar al país en Estocolmo, Suecia con la canción «Made Of Stars», compuesta por Doron Medalie.
En su participación en el festival, el país consiguió clasificarse para la Gran Final desde la segunda semifinal, quedando en séptimo lugar. En la Gran Final, Star tuvo que conformarse con la 14.ª plaza y 135 puntos.

## Vida personal
Star es abiertamente gay.